# Хаузен-им-Визенталь
Хаузен-им-Визенталь (нем. Hausen im Wiesental) — община в Германии, в земле Баден-Вюртемберг.
Подчиняется административному округу Фрайбург. Входит в состав района Лёррах. Население составляет 2359 человек (на 31 декабря 2010 года). Занимает площадь 5,13 км².

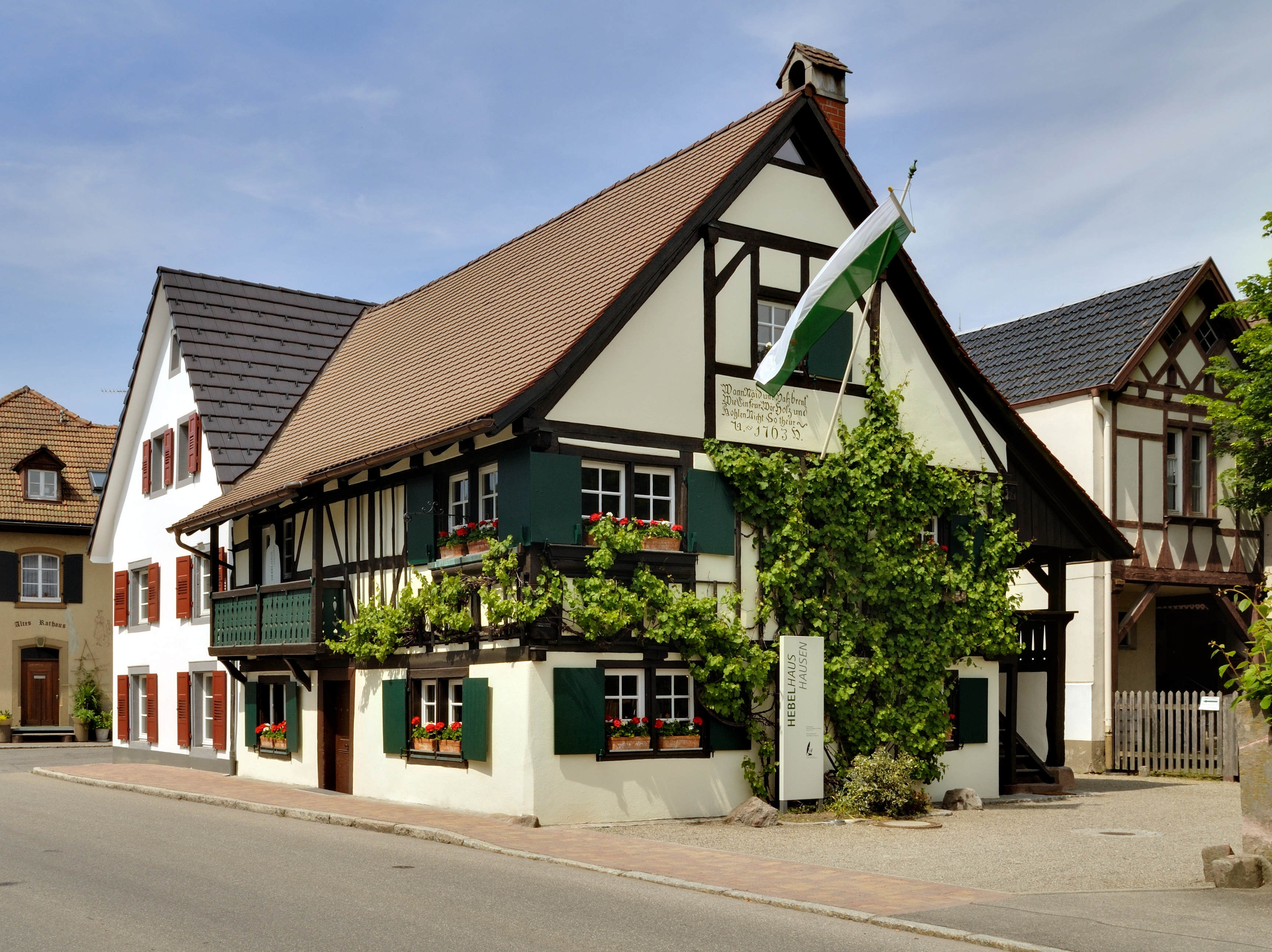
Дом, в котором провёл детство немецкий писатель Иоганн Петер Хебель